# Вопрос, оставшийся без ответа
«Вопрос, оставшийся без ответа» (англ. The Unanswered Question) ― музыкальная пьеса Чарлза Айвза для симфонического оркестра. Первая её редакция (для инструментального ансамбля) датирована 1908 годом, вторая редакция (для оркестра) — 1935 годом. Впервые была опубликована в 1940 году. Впервые была исполнена силами студенческого камерного оркестра Джульярдской школы музыки (дирижёр Эдгар Шенкман) в 1946 году. Ныне «Вопрос, оставшийся без ответа» — одно из наиболее часто исполняемых сочинений Айвза.

## Исполнительский состав
- Четыре флейты (или две флейты, гобой и кларнет)
- Труба соло (может быть заменена на гобой, английский рожок или кларнет)
- Струнный квартет (или струнный оркестр с контрабасами, дублирующими партию виолончелей). На протяжении всей пьесы струнные играют с сурдинами. В предисловии к партитуре автор высказывает пожелание, чтобы струнные находились за сценой или, по крайней мере, в отдалении от духовых.

## Краткая характеристика
Первоначально Айвз задумывал «Вопрос…» как первую часть диптиха «Два размышления» (второй частью был «Центральный парк в темноте»), впоследствии оба произведения получили самостоятельную жизнь и исполняются как по отдельности, так и вместе.
«Вопрос, оставшийся без ответа» ― одно из наиболее ранних сочинений с использованием приёмов полистилистики и алеаторики. Биограф Айвза Джен Суоффорд называет эту пьесу «коллажем из трёх слабо скоординированных слоёв».
Струнная группа, играющая всё время в едином темпе Largo molto в динамике ppp и хоральной фактуре, без пауз, изображает, согласно авторскому пояснению к партитуре, «молчание друидов, которые ничего не знают, не видят и не слышат». Труба, также придерживающаяся темпа Largo molto, «интонирует „Вечный вопрос существования“, произнося его всегда одинаково»; тема этого «вопроса» проводится семь раз. Флейты, вступающие каждый раз после окончания «вопроса», символизируют поиски «невидимого ответа» на него. Их партии носят отчасти импровизационный характер и могут исполняться вне строгого соответствия с указанными в нотах ритмическими рисунками. В отличие от партий струнных и трубы, «ответы» испытывают темповое и динамическое развитие ― от adagio в динамике piano до presto con fuoco и четырёх forte. В последней, наиболее беспокойной и продолжительной своей реплике, флейты пытаются передразнивать трубу. Звучащий следом «вопрос» трубы так и не получает ответа, и произведение завершается растворяющимися в тишине звуками струнной группы.

## Рецепция
Аарон Копленд, часто дирижировавший «Вопросом…», называл его «одним из прекраснейших сочинений, когда-либо созданных американским композитором».
В кинофильме «Влюбленные» (Belle du Seigneur, 2012 г.) режиссёра Гленио Бондера «Вопрос без ответа» звучит в одной из сцен этого тонкого, пронизанного психологизмом фильма о любви в преддверии Второй мировой войны. Так же как и герои фильма, запутавшиеся в своих отношениях, не могут найти ответы на вопросы, так и безответной мольбой о мире и предчувствием надвигающегося неотвратимого кошмара звучит пьеса Айвза.

## Избранная дискография
«Вопрос, оставшийся без ответа» принадлежит к числу наиболее часто исполняемых сочинений Чарлза Айвза. Среди прочих, «Вопрос» записывали (в алфавитном порядке) Л. Бернстайн, М. Тилсон-Томас, Л. Фосс, камерный оркестр «Орфей» (без дирижёра). В России первую аудиозапись пьесы осуществил в 1973 году Г. Н. Рождественский (с БСО ВР).